# Robert Kaumé
Robert Kaumé (4 luglio 1973) è un ex calciatore francese neocaledoniano, di ruolo centrocampista.

## Carriera

### Nazionale
Ha debuttato in Nazionale il 9 marzo 2002, in Nuova Caledonia-Samoa Americane (10-0), gara in cui ha siglato la rete del momentaneo 4-0 al minuto 36. Ha partecipato, con la Nazionale, alla Coppa d'Oceania 2002. Ha collezionato in totale, con la maglia della Nazionale, 9 presenze e quattro reti.

## Palmarès

### Club

#### Competizioni nazionali
- Campionato neocaledoniano di calcio: 4

Magenta: 2002-2003, 2003-2004, 2004-2005, 2007-2008